# Defurovy Lažany (zámek)
Defurovy Lažany jsou tvrz přestavěná na zámek ve stejnojmenné vesnici u Chanovic v okrese Klatovy. Předchůdcem zámku bývala starší tvrz, ale dochovanou podobu budova získala při barokní přestavbě ve druhé polovině sedmnáctého století a pozdějších klasicistních úpravách. Zámecký areál je od roku 1964 chráněn jako kulturní památka.

## Historie
Nejstarším panským sídlem ve vesnici byla gotická tvrz. V patnáctém století ji získali Lažanští z Bukové, z nichž je jako první roku 1483 připomínán Oldřich. Majetek po něm zdědila vdova Dorota z Prostého, a když před rokem 1496 zemřela, získal Lažany Hynek z Bukové. Sídlil zde ještě v roce 1509. Veronika z Dreilinku, které panství patřilo po Hynkovi, převedla majetek na svého manžela Václava ze Strachovic. Jejich syn Petr byl roku 1586 zavražděn, a majetek proto zdědily dcery Marjana a Anna. Anna roku 1595 převzala sestřin podíl. Někdy ve druhé polovině šestnáctého století byla stará tvrz přestavěna v renesančním slohu. Anna ze Strachovic se provdala za Adama Pikharta ze Zeleného Údolu, který Lažany v roce 1615 prodal Bedřichu Švihovskému z Rýzmberka. Lažany potom bývaly součástí nalžovského nebo přeštického panství až do roku 1658, kdy je Eliška Černínová z Rýzmberka prodala Maxmiliánu Valentinovi z Martinic.
Ve třetí čtvrtině sedmnáctého století proběhla další přestavba sídla, tentokrát v raně barokním slohu. Hraběnka Anna Amálie Götzová prodala panství, které tvořily Lažany s tvrzí, dvorem, pivovarem a další čtyři vesnice, hraběti Janu Desfoursovi. Desfoursům statek patřil až do devatenáctého století, kdy jej zdědila Aloisie Desfoursová, provdaná Brecheinvillová. Roku 1823 od ní Lažany koupil Václav Bechyně z Lažan, který panství zadlužil, a po jeho smrti je musela vdova Róza Bechyňová, rozená Menšíková, prodat roku 1831 hraběti Františku Boos-Waldeckovi. Jeho potomkům zámek patřil až do roku 1918. Někdy v polovině devatenáctého století jej některý z majitelů nechal klasicistně upravit. V té době už zámek nebyl centrem samostatného statku, ale od roku 1823 patřil k oseleckému panství. Ve druhé polovině dvacátého století zámek využívalo zemědělské učiliště.

## Stavební podoba
Čtyři jednopatrová zámecká křídla obklopují lichoběžníkový dvůr. Do něj se vjíždí půlkruhově zakončeným profilovaným portálem a podobný průjezd směřuje směrem do zahrady. Nádvoří je lemováno přízemními arkádami. Arkádová chodba je zaklenutá křížovými klenbami.
K památkově chráněnému areálu patří také ohradní zeď s hlavní bránou na severní straně a dvěma brankami, park s rybníkem a hospodářské budovy (sýpka, stodola, chlévy). Ohradní zeď parku u zámku přechází v terasu a opěrnou zeď.